# European Paediatric Surgeons Association
Die European Paediatric Surgeons Association (EUPSA) ist der europaweite Fachverband der Kinderchirurgen, der sich im Jahre 2003 gegründet hatte. Sie nimmt auch Mitglieder außerhalb der EU-Länder und sogar außerhalb des europäischen Subkontinents auf.

## Zielsetzung
Aufgabe der medizinischen Fachgesellschaft ist es laut Satzung, staatenübergreifend die Weiterentwicklung der Forschung, Kontakte und des Erfahrungsaustausches zu fördern und zu organisieren.
Besonderes Anliegen der Gesellschaft ist laut ihrer Pressemitteilungen eine interne Nichtkommerzialität („low budget“ und „non profit“) als Ethos und Regel. Dies soll ermöglichen, dass Kinderärzte aus sämtlichen, auch ärmeren Ländern weltweit prinzipiell die Möglichkeit haben, der EUPSA beizutreten und deren Ressourcen für ihre Arbeit zu nutzen.

## Aktuelle Entwicklung
Bereits ein Jahr nach der Gründung verzeichnete die EUPSA über 500 Mitglieder in 30 europäischen und nichteuropäischen Staaten.